# Relations entre le Bangladesh et la Lettonie
Les relations entre le Bangladesh et la Lettonie sont les relations bilatérales de la république populaire du Bangladesh et de la république de Lettonie. Le Bangladesh était l'un des premiers pays a reconnaître la Lettonie en 1991. Les relations diplomatiques entre les deux pays ont officiellement commencé le 21 janvier 1993.

## Visites d'État
La ministre bangladaise des affaires étrangères, Dipu Moni, a effectué une visite officielle à Riga en 2012, afin d'y rencontrer son homologue letton, Andris Teikmanis (en). Ils ont discuté de la relation entre les deux pays et de la situation en Asie.

## Coopérations

### Politique
En 2006, le secrétaire d'État letton du ministère des affaires étrangères, Normans Penke, a mis l'accent sur les dialogues bilatéraux réguliers entre les ministères des affaires étrangères des deux pays afin d'améliorer la circulation de l'information et de promouvoir les médias des deux pays. Deux observateurs lettons ont participé à la délégation de la Commission européenne chargée d'observer les élections générales de 2008 au Bangladesh.

### Éducation
En 2003, l'ancienne présidente lettone, Vaira Vīķe-Freiberga, a désigné le secteur de l'éducation comme l'un des premiers domaines d'intérêt du Bangladesh. Le Bangladesh a proposé de signer un protocole d'accord avec la Lettonie pour la coopération en matière d'enseignement supérieur en mettant l'accent sur la science et la technologie. En outre, les deux parties sont convenus de former des partenariats en vue d'entreprendre des recherches en collaboration, de lancer des programmes de diplômes conjoints et d'instituer des programmes d'échange.

### Économique
Les vêtements prêts à porter bangladais, les produits pharmaceutiques, les fruits de mer , etc. ont été identifiés comme des produits ayant un potentiel énorme sur le marché letton. La Lettonie a accepté d'envoyer des délégations commerciales au Bangladesh pour explorer les moyens potentiels d'accroître le commerce et les investissements bilatéraux, principalement dans le domaine de l'agroalimentaire.

### Agriculture
Le Bangladesh et la Lettonie ont signé un protocole d'accord sur la coopération dans le secteur de l'agriculture, axé principalement sur l'élevage, l'industrie laitière, l'amélioration des cultures et la pêche continentale et marine.